# Sociedad abierta
Sociedad abierta es un término introducido por el filósofo Henri Bergson. Según él, esas sociedades tienen gobiernos que son tolerantes y responden a los deseos e inquietudes de la ciudadanía con sistemas políticos transparentes y flexibles. Los órganos del Estado no mantienen secretos entre sí o del público. Ni el gobierno ni la sociedad son autoritarios y el conocimiento común o social pertenece a todos. 
Posteriormente, Karl Popper retomó el término en su ensayo La sociedad abierta y sus enemigos, elaborándolo en conjunción con una proposición de Bertrand Russell y la define como el sistema político en el cual los líderes políticos o el Gobierno son reemplazados sin necesidad de violencia o derramamiento de sangre, a diferencia de las sociedades autoritarias, en las cuales el mecanismo de reemplazo de Gobiernos es la revolución o el golpe de Estado. Adicionalmente, él describe a esa sociedad abierta como aquella en la que los individuos toman decisiones personales; a diferencia de las sociedades tribales o a las dominadas por el pensamiento mágico o colectivista.
En la visión de Popper, las sociedades tribales y colectivistas no distinguen entre las leyes naturales y las costumbres y, en consecuencia, no es probable que los individuos desafien o cuestionen leyes o costumbres que ellos consideran tienen una base sagrada o natural. Así, los comienzos de una sociedad abierta se enmarcan en la observación de una distinción entre las leyes naturales y las hechas por el hombre y el consecuente incremento de la responsabilidad personal y la necesidad de responder moralmente por las decisiones (nótese que Popper no ve esa situación incompatible con las creencias religiosas (Op. cit. capítulo 5, parte III). Popper añade que tanto el individualismo como la crítica social y el humanitarismo (la doctrina de que el deber de los individuos es promover el bienestar humano) no pueden ser suprimidos una vez que la gente se hace consciente de ellos, y que, por lo tanto, es imposible volver a o imponer una "sociedad cerrada".

## Explicación del concepto
A pesar de que para algunos el concepto de Popper es epistemológico más que político, se puede sugerir que Popper buscaba explorar (de acuerdo con la visión de Russell) las consecuencias de desarrollos en la teoría de adquisición del conocimiento científico tanto para las ciencias sociales como para la organización política de la sociedad. Popper consideraba que los científicos sociales no habían comprendido el significado y naturaleza tanto del fascismo como del comunismo, debido a que esas ciencias se basaban en aproximaciones falaces a la obtención de conocimiento.
Desde este punto de vista, se puede sugerir que la característica central de una sociedad abierta es la manera "transparente" y racional con la que el conocimiento común se obtiene, se elabora y se transmite. Y las características que un acceso general y libre a ese conocimiento demandan o imponen a una sociedad a fin de perpetuar ese proceso.
De acuerdo con Popper, la característica central del conocimiento humano es que ese es provisional y falible, implicando que la sociedad debe estar abierta a puntos de vistas alternativos. Consecuentemente, una sociedad abierta está asociada con el pluralismo religioso y cultural. Por el contrario, el totalitarianismo obliga al conocimiento a ser político, lo que hace imposible una actitud crítica y lleva a la destrucción del mecanismo mencionado.
Adicionalmente, una sociedad abierta está siempre dispuesta a mejoras o reformas, debido a que el conocimiento nunca llega a ser completo o final, sino que por el contrario, esta en constante desarrollo. Proclamaciones a tener conocimiento cierto y absoluto llevan a tentativas de imponer una versión de la verdad por sobre otras. Tales sociedades se cierran a la libertad del pensamiento. En contraste, en una sociedad abierta cada ciudadano necesita involucrarse en la práctica del criticismo, lo que demanda libertad del pensamiento y expresión, junto a un aparato legal y cultural que facilite ese ejercicio.
Las democracias son ejemplos de sociedades abiertas. Totalitarismo, Dictaduras, teocracias y monarquías autocráticas son ejemplos de sociedades cerradas.

## Contexto
El humanitarismo, la búsqueda por la igualdad, las libertades políticas y el uso de la razón son parte fundamental de una sociedad abierta. Tales condiciones fueron ya reconocidos por Pericles; de quien se dijo (en su laudatorio fúnebre): 

"Nuestra administración favorece a la mayoría y no a la minoría: es por ello que la llamamos democracia. Nuestras leyes ofrecen una justicia equitativa a todos los hombres por igual .. pero esto no significa que sean pasado por alto los derechos del mérito. Cuando un ciudadano se distingue por su valía, entonces se lo prefiere para las tareas públicas, no a manera de un privilegio, sino de un reconocimiento de sus virtudes y en ningún caso constituye obstáculo la pobreza... La libertad de que gozamos abarca también la vida corriente... pero esa libertad no significa que quedemos al margen de las leyes. A todos se nos ha enseñado a respetar a los magistrados y a las leyes y a no olvidar que debemos proteger a los más débiles. Y también se nos enseña a observar aquellas leyes no escritas cuya sanción solo reside en el sentimiento universal de lo que es justo..."

Popper ve esa concepción como favorecida por desarrollos socioeconómicos (tales como el contacto con otras culturas, lo que facilita la percepción de alternativas a "soluciones únicas") y amenazada por la existencia de elites que buscan perpetuar una situación que se ve como natural (en el sentido que a nadie se le ocurriría cuestionarlas) en la sociedad cerrada: la existencia de esclavos, castas, etc. Otra amenaza es el sentimiento de ruptura o inseguridad producto de la decadencia de la sociedad tribal, lo que da origen a propuestas tanto utópicas como reaccionarias: "El primero que tuvo conciencia de la revolución social y de la lucha de clases fue Heráclito. Ya hemos descrito en el segundo capítulo de este libro la forma en que este filósofo racionalizó su sentimiento de deriva, desarrollando la primera ideología antidemocrática y la primera filosofía historicista del cambio y el destino. Heráclito fue el primer enemigo consciente de la sociedad abierta" Un pensador antagónico posterior, notable por su influencia a través de Hegel fue Platón, quien abiertamente justifica la dictadura a fin de obtener ciertos objetivos sociales.

## Algunas características adicionales
La tensión entre una sociedad tradicional y el nuevo espacio más abierto de la polis emergente fue lo que marcó más plenamente a la Atenas clásica, y Popper era muy consciente del continuo atractivo emocional de lo que él llamaba "holismo... añoranza de la unidad perdida de la vida tribal" en el mundo moderno.

## Críticas
El mil millonario inversor George Soros, un discípulo de Popper, ha argumentado que el uso avanzado de poderosas técnicas de engaño sutil, tomadas de la publicidad moderna y de la ciencia cognitiva por pensadores políticos conservadores,  como Frank Luntz y Karl Rove, arroja dudas sobre el concepto popperiano original de sociedad abierta. Como la percepción de la realidad por parte del electorado puede ser fácilmente manipulada, el discurso político democrático no lleva necesariamente a una mejor comprensión de la realidad. Soros afirma que además de los requisitos de separación de poderes, libertad de expresión y elecciones libres, necesitamos explicitar un fuerte compromiso con la búsqueda de la verdad. «Los políticos mostrarán auténtico respeto por la realidad, en vez de manipularla, solo si la gente se preocupa por la verdad y castiga a los políticos cuando los pilla engañando deliberadamente.» (ver Propaganda como Ingeniería social).
Sin embargo Popper no identificó la sociedad abierta con la democracia, el capitalismo o una economía de laissez-faire, sino más bien con un marco mental crítico por parte del individuo, frente al pensamiento grupal de cualquier tipo. Un aspecto importante en el pensamiento popperiano es la noción de que la verdad se puede perder. Las actitudes críticas no significan que se encuentre la verdad. Esto es clave para comprender el concepto de sociedad abierta, y también la idea de Paul Feyerabend de que la verdad es un tirano que debe ser destronado.